# سوما، مانیسا
سوماً، مانیسا (به ترکی استانبولی: Soma) یک منطقهٔ مسکونی در ترکیه است که در استان مانیسا واقع شده‌است. سوماً ۱۶۱ متر بالاتر از سطح دریا واقع شده‌است.